# Douglas Sirk
Douglas Sirk, ursprungligen Hans Detlef Sierck, född 26 april 1900 i Hamburg, död 14 januari 1987 i Lugano i Schweiz, var en tysk-amerikansk filmregissör.
Båda Sirks föräldrar var från Danmark, men han växte upp i Tyskland. Från 1935 gjorde han flera filmer för det tyska filmbolaget Ufa, bland annat med Zarah Leander men flydde snart med sin judiska fru till USA, där han stannade till 1959. Han debuterade som Hollywood-regissör 1943 och är framför allt känd som regissör av melodramatiska 1950-talsfilmer som En läkares samvete (1954), Morgondagen är vår (1955), För alla vindar (1957) och Den stora lögnen (1959).

## Filmografi i urval
- 1935 – Das Mädchen vom Moorhof (baserad på Tösen från Stormyrtorpet)
- 1936 – Slutackord
- 1936 – Das Hofkonzert
- 1937 – Till främmande strand
- 1937 – La Habanera
- 1939 – Boefje
- 1943 – Hitler's Madman
- 1944 – En sällsam bekännelse
- 1946 – En skandal i Paris
- 1947 – Lockfågeln
- 1948 – Sov, min älskling!
- 1949 – Flykt undan lagen
- 1949 – Hans franska väninna
- 1950 – Okänd ubåt siktad
- 1951 – I galgens skugga
- 1951 – The Lady Pays Off
- 1951 – Åh vilken weekend
- 1952 – No Room for the Groom
- 1952 – Dollarflickan
- 1953 – Meet Me at the Fair
- 1953 – Take Me to Town
- 1953 – All min längtan
- 1954 – Den röda öknen
- 1954 – En läkares samvete
- 1954 – Under blodröda fanor
- 1955 – Rebellen från Irland
- 1955 – Morgondagen är vår
- 1956 – There's Always Tomorrow
- 1956 – För alla vindar
- 1956 – En läkares dårskap
- 1957 – Seger i skyn
- 1957 – Sista ackordet
- 1957 – Svarta änglar
- 1958 – Tid att älska, dags att dö
- 1959 – Den stora lögnen